# Davide Persico
Davide Persico (Cene, 1º aprile 2001) è un ciclista su strada italiano che corre per il team Wagner Bazin WB. Velocista, è professionista dal 2024.

## Biografia
Sua sorella, Silvia Persico, è anch'essa ciclista professionista.

## Palmarès
- 2021 (Team Colpack, una vittoria)

Coppa San Geo
- 2022 (Team Colpack, due vittorie)

Circuito del Porto
Milano-Busseto
- 2023 (Team Colpack Ballan CSB, quattro vittorie)

La Popolarissima
Coppa San Geo
Milano-Busseto
3ª tappa Tour of Istanbul (Beykoz > Beykoz)
- 2024 (Bingoal WB, una vittoria)

6ª tappa Tour of Qinghai Lake (Xihaizhen > Qilian)

### Altri successi
- 2023 (Team Colpack Ballan CSB)

2ª tappa Giro del Veneto (NAT) (Sacca degli Scardovari > Adria)